# Barbara Hale
Pour les articles homonymes, voir Hale.
Barbara Hale, née le 18 avril 1922 à DeKalb, (Illinois), et morte le 26 janvier 2017 à Sherman Oaks, (Californie), est une actrice américaine.

## Biographie

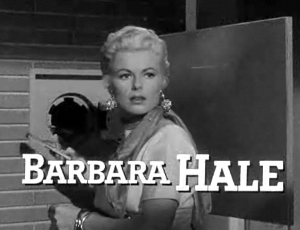
Barbara Hale dans The Houston Story (1956).

### Vie privée
Barbara Hale est mariée à l'acteur Bill Williams (pseudonyme d'Herman Katt, 1915-1992) de 1946 jusqu'à la mort de celui-ci. De leur union sont nés trois enfants, dont l'acteur William Katt (né en 1951).

### Décès
Elle meurt d'une bronchopneumopathie chronique obstructive, le 26 janvier 2017, à l'âge de 94 ans.

## Filmographie

### Au cinéma
- 1943 : Gildersleeve's Bad Day (en) de Gordon Douglas : Girl at party and dance
- 1943 : Mexican Spitfire's Blessed Event (en) de Leslie Goodwins : Girl at airport
- 1943 : The Seventh Victim : Subway Passenger
- 1943 : The Iron Major (en) de Ray Enright : Sarah Cavanaugh
- 1943 : Gildersleeve on Broadway : Stocking Salesgirl
- 1943 : La Musique en folie (Around the World) : Barbara
- 1943 : Amour et Swing (Higher and Higher) : Katherine Keating
- 1944 : Government Girl : Girl in Hotel Lobby
- 1944 : Prunes and Politics
- 1944 : The Falcon Out West : Marion Colby
- 1944 : Je veux être une lady (Goin' to Town) : Patty
- 1944 : Heavenly Days : Angie
- 1944 : The Falcon in Hollywood : Peggy Callahan
- 1945 : (West of the Pecos) A l'ouest du pecos : Rill Lambeth
- 1945 : First Yank Into Tokyo : Abby Drake
- 1946 : Lady Luck (en) : Mary Audrey
- 1947 : A Likely Story : Vickie North
- 1948 : Le Garçon aux cheveux verts (The Boy with Green Hair) : Miss Brand
- 1949 : Le Pigeon d'argile (Clay Pigeon) : Martha Gregory
- 1949 : Une incroyable histoire (The Window) : Mrs. Mary Woodry
- 1949 : Je chante pour vous (Jolson Sings Again) : Ellen Clark
- 1949 : And Baby Makes Three : Jacqueline Walsh
- 1950 : The Jackpot : Amy Lawrence
- 1950 : Emergency Wedding (en) : Dr. Helen Hunt
- 1951 : Les Maudits du château-fort (Lorna Doone) : Lorna Doone
- 1952 : Catch conjugal (The First Time) : Betsey Bennet
- 1953 : Le Sabre et la Flèche (Last of the Comanches) : Julia Lanning
- 1953 : L'Expédition du Fort King (Seminole) : Revere Muldoon
- 1953 : Lone Hand : Sarah Jane Skaggs
- 1953 : Un lion dans les rues (A Lion Is in the Streets) : Verity Wade
- 1955 : Prisons sans chaînes (Unchained) : Mary Davitt
- 1955 : Horizons lointains (The Far Horizons) : Julia Hancock
- 1956 : The Houston Story (en) de William Castle : Zoe Crane
- 1956 : La Mission du capitaine Benson (7th Cavalry) : Martha Kellogg
- 1957 : The Oklahoman : Ann Barnes
- 1957 : Slim Carter : Allie Hanneman
- 1958 : Desert Hell : Colie Edwards
- 1968 : Buckskin : Sarah Cody
- 1970 : Airport : Sarah Bakersfeld Demerest
- 1970 : The Red, White, and Black : Mrs. Alice Grierson
- 1975 : The Giant Spider Invasion : Dr. Jenny Langer
- 1978 : Graffiti Party (American Party) (Big Wednesday) : Mrs. Barlow

### À la télévision
- 1955 : Young Couples Only : Ruth
- 1957 : Perry Mason : Della Street
- 1973 : Chester, Yesterday's Horse : Mrs. Belle Kincaid
- 1976 : Flight of the Grey Wolf : Mrs. Hanson
- 1978 : The Young Runaways : Mrs. Ogle
- 1985 : Perry Mason (épisode : Returns) : Della Street
- 1986 : Perry Mason (épisode : The Case of the Notorious Nun) : Della Street
- 1986 : Perry Mason (épisode : The Case of the Shooting Star) : Della Street
- 1987 : Perry Mason (épisode : The Case of the Lost Love) : Della Street
- 1987 : Perry Mason (épisode : The Case of the Sinister Spirit) : Della Street
- 1987 : Perry Mason (épisode : The Case of the Murdered Madam) : Della Street
- 1987 : Perry Mason (épisode : The Case of the Scandalous Scoundrel) : Della Street
- 1988 : Perry Mason (épisode : The Case of the Avenging Ace) : Della Street
- 1988 : Perry Mason (épisode : The Case of the Lady in the Lake) : Della Street
- 1989 : Perry Mason (épisode : The Case of the Lethal Lesson) : Della Street
- 1989 : Perry Mason (épisode : The Case of the Musical Murder) : Della Street
- 1989 : Perry Mason (épisode : The Case of the All-Star Assassin) : Della Street
- 1990 : Perry Mason (épisode : The Case of the Poisoned Pen) : Della Street
- 1990 : Perry Mason (épisode : The Case of the Desperate Deception) : Della Street
- 1990 : Perry Mason (épisode : The Case of the Silenced Singer) : Della Street
- 1990 : Perry Mason (épisode : The Case of the Defiant Daughter) : Della Street
- 1991 : Perry Mason (épisode : The Case of the Ruthless Reporter) : Della Street
- 1991 : Perry Mason (épisode : The Case of the Maligned Mobster) : Della Street
- 1991 : Perry Mason (épisode : The Case of the Glass Coffin) : Della Street
- 1991 : Perry Mason (épisode : The Case of the Fatal Fashion) : Della Street
- 1992 : Perry Mason (épisode : The Case of the Fatal Framing) : Della Street
- 1992 : Perry Mason (épisode : The Case of the Reckless Romeo) : Della Street
- 1992 : Perry Mason (épisode : The Case of the Heartbroken Bride) : Della Street
- 1993 : Perry Mason (épisode : The Case of the Skin-Deep Scandal) : Della Street
- 1993 : Perry Mason (épisode : The Case of the Telltale Talk Show Host) : Della Street
- 1993 : Perry Mason (épisode : The Case of the Killer Kiss) : Della Street
- 1993 : Perry Mason (épisode : The Case of the Wicked Wives) : Della Street
- 1994 : Perry Mason (épisode : The Case of the Lethal Lifestyle) : Della Street
- 1994 : Perry Mason (épisode : The Case of the Grimacing Governor) : Della Street
- 1995 : Perry Mason (épisode : The Case of the Jealous Jokester) : Della Street